# 拉曼冷却
拉曼冷却（英語：Raman cooling）是原子物理学中一种激光冷却手段，它可以将原子冷却到低于多普勒冷却极限的温度。由于光子带给原子的反冲动能，多普勒冷却只能将原子冷却到几百微开量级，如Rb原子的多普勒温度为140微开。 拉曼冷却可以在单独的光学粘团或在叠加了光晶格的光学粘团中进行，分别称为自由空间拉曼冷却和拉曼边带冷却。两种技术都利用了原子对激光的拉曼散射 。

## 双光子拉曼过程

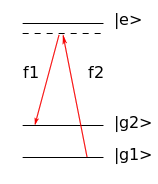
两个基态之间的拉曼双光子过程，通过一个与真实激发态略微红失谐的虚能级相联系

原子的两个超精细能级之间的跃迁可以由两束不同波长的激光触发：一束光把原子激发到虚能级激发态(比如激光的频率比真实的跃迁频率低)，第二束光使原子退激发到另一个超精细能级。而这两束光的频率差正好是两个超精细能级的能级差。
这个过程的图示如上。双光子拉曼过程在两个超精细能级{\displaystyle |g_{1}\rangle }和{\displaystyle |g_{2}\rangle }之间发生，中间能级，也就是虚能级在图中用虚线表示，虚能级较之真实激发态能级{\displaystyle |e\rangle }有一个红失谐。两束激光的频率差{\displaystyle f_{2}-f_{1}}正好与{\displaystyle |g_{1}\rangle }和{\displaystyle |g_{2}\rangle }的能量差匹配。

## 自由空间拉曼冷却
在自由空间拉曼冷却的实验配置中，需要向预先被冷却到几十微开尔文的原子团打一系列激光脉冲，使它们经历类似上节所述的拉曼双光子过程。空间位置上两束激光相对着打向原子团。除了{\displaystyle f_{2}}现在要调成略微红失谐外（失谐为{\displaystyle \Delta }），两束激光频率配置与上节完全相同。这样配置后，由于多普勒频移，向着激光2的源运动得足够快的原子可以正好和激光共振，被激发到{\displaystyle |g_{2}\rangle }态，并且由于吸收了一个光子，动量守恒使得此原子速度减小。
如果将两束激光的传播方向对换，那么向另一个方向飞行的原子会被激发，然后速度减小。所以通过规律地改变激光的传播方向，以及调节失谐{\displaystyle \Delta }，就可以设法使得所有初速度满足{\displaystyle |v|>v_{max}} 的原子处在{\displaystyle |g_{2}\rangle }态，同时所有速度满足{\displaystyle |v|<v_{max}}的原子仍旧处于{\displaystyle |g_{1}\rangle }态。这时打开一束新的光，频率调节至恰好能激发{\displaystyle |g_{2}\rangle }态到{\displaystyle |e\rangle }态的跃迁，这束光通过称为光抽运的过程将原先处在{\displaystyle |g_{2}\rangle }态抽运到{\displaystyle |g_{1}\rangle }态，由于自发辐射的随机性，末态时原子的速度变化是随机的，这样就有一部分原子最终的速度会小于{\displaystyle v_{max}}，达到冷却的目的。
多次重复这个过程（原论文中重复了8次，详情见参考文献），原子团的温度可以达到低于1μK的水平。

## 拉曼边带冷却

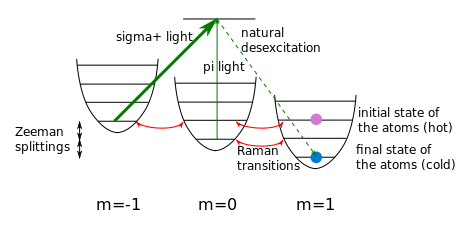
拉曼边带冷却

这种冷却机制针对的是已被磁光阱束缚的原子。首先启用一个光晶格，将相当一部分原子束缚在光晶格中。如果光晶格的激光足够强，它的每个格点就可以近似看作一个谐振子势阱。一般而言，原子并不处在谐振子的运动基态，而是处于某个激发态。拉曼边带冷却的目的就是将每个格点上的原子冷却到运动基态。
我们考虑一个二能级的原子，它的基态的量子数为{\displaystyle F=1}，对应磁量子数为三重简并的{\displaystyle m=-1,0,1}。由于塞曼效应，加上磁场后原子基态的三重简并被消除了。塞曼能级劈裂与外加磁场强度成正比，因此调节磁场强度，使塞曼能级劈裂与谐振子能级差恰好相等。
通过拉曼双光子过程，一个原子可以跃迁到磁量子数与振动能级都减小1的态（如图中红线所示）。这之后，处在运动基态但磁量子数{\displaystyle m\neq 1}的原子会被光抽运到{\displaystyle m=1}的态（{\displaystyle \sigma _{+}}光与{\displaystyle \pi }光的作用）。因为原子的温度和泵浦光频率相比足够低，所以原子有极大可能不会在光抽运过程中改变它的振动能级。这样，最终原子被制备到振动能级更低的态，也即原子被进一步冷却了。
为了在重复上述步骤时能始终保持高效，需要小心地调节激光的参数，也就是激光的功率与打激光的时机。总体而言，对应不同的振动态有不同的参数，因为振动能级由原子与激光的耦合强度（拉比频率）决定。跃迁时光子的反冲也是一个困难之处，但这个困难可以通过兰姆迪克机制避免。这个机制说，如果光晶格的激光强度非常强，势阱中的原子就几乎不会因为自发辐射放出光子而改变其动量。穆斯堡尔效应中也有类似情况。
这种冷却机制可以只用光学手段将相当高密度的原子冷却到一个很低的温度。最近的实验表明甚至可以使用拉曼边带冷却来获得玻色爱因斯坦凝聚。比如，这个获得铯原子的玻色爱因斯坦凝聚的实验
就将拉曼边带冷却作为它的第一步。